# Ister Chaos
Ister Chaos é uma área sulcada no quadrângulo de Lunae Palus em Marte.  Localiza-se a 13.0° N e 56.4° W.  Seu diâmetro é de 103.4 km e seu nome vem de uma formação de albedo clássica a 10N, 56W.

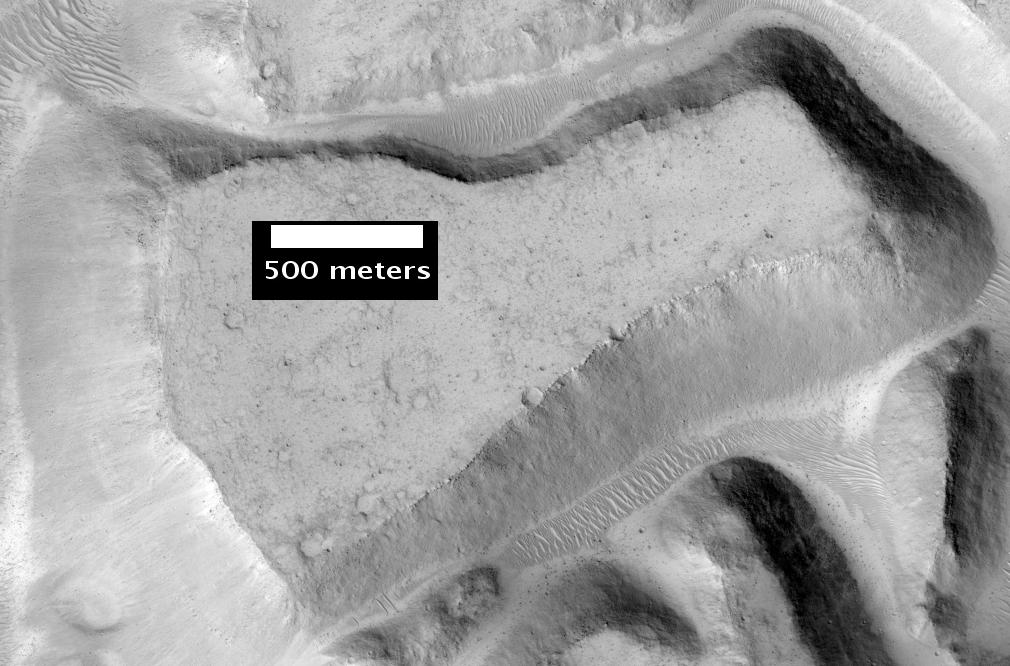
Imagem aproximada de Ister Chaos, visto pela HiRISE.